# Taye Taiwo
Taye Ismaila Taiwo zkráceně jen Taye Taiwo (* 16. duben 1985, Lagos, Nigérie) je nigerijský fotbalový obránce, momentálně[kdy?] bez angažmá. Naposledy působil ve finském klubu Rovaniemen Palloseura.

## Fotbalová kariéra

### Začátky v Nigérii
Po roce stráveném v nigerijském prvoligovém klubu Gabros International ho koupil klub Lobi FC Stars. V něm strávil jednu sezónu.

### Olympique Marseille
Ve věku 20 let přestoupil do Francouzské ligy a nastoupil za tým Olympique Marseille, který ho koupil za 200 000 eur. Debutoval 12. března 2005 proti Lens (2:1). V Evropských pohárech debutoval 16. července 2005 proti švýcarskému týmu Young Boys (2:3). Jeho střely z přímých kopů létaly rychlostí až 130 km/h.

### AC Milan
Dne 9. května 2011 přestoupil zadarmo do Italského velkoklubu AC Milan a debut v lize si odbyl 24. září 2011 proti Ceseně.

## Přestupy
- z Lobi Stars do Olympique Marseille za 180 000 Euro
- z Olympique Marseille do AC Milán zadarmo
- z AC Milán do FK Dynamo Kyjev za 500 000 Euro (hostování)
- z AC Milán do Bursaspor zadarmo[1]

## Statistiky
| Sezóna  | Klub                      | Liga                | Liga   | Liga | Ligové poháry | Ligové poháry | Ligové poháry | Kontinentální poháry | Kontinentální poháry | Kontinentální poháry | Celkem | Celkem |
| Sezóna  | Klub                      | Soutěž              | Zápasy | Góly | Soutěž        | Zápasy        | Góly          | Soutěž               | Zápasy               | Góly                 | Zápasy | Góly   |
| ------- | ------------------------- | ------------------- | ------ | ---- | ------------- | ------------- | ------------- | -------------------- | -------------------- | -------------------- | ------ | ------ |
| 2003    | Gabros International      | NPFL                | 11     | 1    | -             | 0             | 0             | -                    | 0                    | 0                    | 11     | 1      |
| 2004    | Lobi Stars                | NPFL                | 27     | 8    | -             | 0             | 0             | -                    | 0                    | 0                    | 27     | 8      |
| 2004/05 | Olympique Marseille       | Ligue 1             | 4      | 0    | -             | 0             | 0             | -                    | 0                    | 0                    | 4      | 0      |
| 2005/06 | Olympique Marseille       | Ligue 1             | 30     | 1    | FP+FLP        | 1+4           | 0+1           | Int.+UEFA            | 6+9                  | 1+1                  | 50     | 4      |
| 2006/07 | Olympique Marseille       | Ligue 1             | 37     | 3    | FP+FLP        | 6+0           | 0             | Int.+UEFA            | 2+2                  | 0+1                  | 47     | 4      |
| 2007/08 | Olympique Marseille       | Ligue 1             | 28     | 3    | FP+FLP        | 1+1           | 0             | LM+UEFA              | 6+4                  | 1+1                  | 40     | 5      |
| 2008/09 | Olympique Marseille       | Ligue 1             | 35     | 3    | FP+FLP        | 2+1           | 1+0           | LM+UEFA              | 8+6                  | 0                    | 52     | 4      |
| 2009/10 | Olympique Marseille       | Ligue 1             | 27     | 3    | FP+FLP        | 1+1           | 0             | LM+EL                | 4+4                  | 0                    | 37     | 3      |
| 2010/11 | Olympique Marseille       | Ligue 1             | 30     | 4    | FP+FLP+FS     | 1+4+1         | 0+1+0         | LM                   | 5                    | 0                    | 41     | 5      |
| 2011/12 | AC Milán                  | Serie A             | 4      | 0    | IP+IS         | 0+0           | 0             | LM                   | 4                    | 0                    | 8      | 0      |
| 2012    | Queens Park Rangers FC    | Premier League      | 15     | 1    | -             | 0             | 0             | -                    | 0                    | 0                    | 15     | 1      |
| 2012/13 | FK Dynamo Kyjev           | Premjer-liha        | 20     | 0    | UP            | 1             | 1             | LM+EL                | 8+2                  | 0                    | 31     | 1      |
| 2013/14 | Bursaspor                 | Süper Lig           | 27     | 2    | TP            | 8             | 0             | EL                   | 2                    | 1                    | 37     | 3      |
| 2015    | Helsingin Jalkapalloklubi | Veikkausliiga       | 11     | 0    | -             | 0             | 0             | -                    | 0                    | 0                    | 11     | 0      |
| 2016    | Helsingin Jalkapalloklubi | Veikkausliiga       | 21     | 6    | FP+FLP        | 4+5           | 0+2           | EL                   | 4*                   | 1*                   | 34     | 9      |
| 2016/17 | FC Lausanne-Sport         | Super League        | 13     | 0    | -             | 0             | 0             | -                    | 0                    | 0                    | 13     | 0      |
| 2017    | AFC Eskilstuna            | Fotbollsallsvenskan | 9      | 0    | -             | 0             | 0             | -                    | 0                    | 0                    | 9      | 0      |
| 2017/18 | Rovaniemen Palloseura     | Veikkausliiga       | 32     | 1    | -             | 0             | 0             | -                    | 0                    | 0                    | 32     | 1      |
| 2018/19 | Rovaniemen Palloseura     | Veikkausliiga       | 27     | 1    | FP            | 2             | 0             | EL                   | 2*                   | 0*                   | 31     | 1      |
| Celkově | Celkově                   | Celkově             | 391    | 37   | -             | 43            | 6             | -                    | 78                   | 7                    | 512    | 50     |

Poznámky
- i s předkolem.

## Úspěchy

### Klubové
- 1× vítěz francouzské ligy (2009/10)
- 2× vítěz francouzského ligového poháru (2009/10, 2010/11)
- 1× vítěz francouzského superpoháru (2010)
- 1× vítěz italského superpoháru (2011)
- 1× vítěz Intertoto Cup (2005)

### Reprezentační
- 1× na MS (2010)
- 3× na APN (2006 – bronz, 2008, 2010 – bronz)
- 1× na MS 20 (2005 – stříbro)

### Individuální
- 1× vítěz nejlepší mladý hráč Afriky (2006)[zdroj?]
- Tým roku Ligue 1 podle UNFP – 2007/08,[2] 2008/09[3] 2010/11[4]